# Cralopa
Cralopa é um género de gastrópode da família Charopidae.
Este género contém as seguintes espécies:
- Cralopa carlessi
- Cralopa colliveri
- Cralopa kaputarensis
- Cralopa stroudensis